# Steven Seagal
Steven Frederic Seagal (* 10. dubna 1952 Lansing) je americký herec, režisér, scenárista, producent, mistr bojových umění, bluesový zpěvák a rezervní zástupce šerifa v Jefferson Parish v Louisianě ve Spojených státech amerických.
Do obecného povědomí vstoupil především díky akčním filmům ze začátku 90. let, jako např. Nico – víc než zákon, Přepadení v Pacifiku, Glimmer Man a Aljaška v plamenech. Kromě kultury se věnuje ochraně přírody a aikidu, v němž dosáhl na 7. stupeň černého pásku.

## Životopis
Narodil se v Lansingu v Michiganu jako syn Patricie, která byla irského původu a učitele matematiky Stephana židovského původu. Prarodiče Stevena Seagala z otcovy strany byli ruští židovští přistěhovalci.. S bojovým uměním se poprvé seznámil jako malý kluk, když byl s otcem na fotbalovém zápase a o přestávce měl vystoupení mistr bojových umění, který zápasil proti mnohonásobné přesile. Výkon starého mistra, který si lehce poradil s přesilou, Stevena uchvátil. V šesti letech se spolu s rodinou přestěhoval do Kalifornie, kde se zapsal do školy karate. O několik let později začal navštěvovat školu aikido.
Bojová umění se mu natolik zalíbila, že se v sedmnácti letech rozhodl odcestovat do Japonska, aby se mohl učit od největších mistrů. Černý pás (první dan) získal v roce 1974 (mimo aikida získal černý pás v karate, judu a kendu). O rok později si otevřel, jako první Američan, v Japonsku školu aikida a oženil se se svou první ženou Miyako (dcerou japonského učitele bojových umění). Navzdory tomu, že nebyl Japonec, tak on i jeho škola získala všeobecné uznání.[zdroj?]
Pracoval jako ochranka mocných lidí a podle neověřených zdrojů také pro CIA. Po patnácti letech pobytu v Japonsku se vrátil zpět do USA, kde si v Los Angeles založil školu bojových umění. Škola si zanedlouho vybudovala skvělou pověst.[zdroj?] Mezi jeho žáky patřilo i mnoho hereckých hvězd a také majitel herecké agentury Michael Ovitz, který mu pomohl dostat se do filmu. Steven Seagal je držitelem sedmého danu v aikido a patří celosvětově k nejvýznamnějším mistrům.[zdroj?]
Seagala obvinily v listopadu 2017 ze sexuálního obtěžování herečka Julianna Marguliesová a modelka Jenny McCarthyová.
V lednu 2016 získal srbské státní občanství.
V listopadu 2016 získal ruské státní občanství.
V roce 2018 se stal zvláštním vyslancem Ruska pro humanitární vztahy s USA.
Dne 27. února 2023 mu ruský prezident Ruské federace Vladimir Putin udělil za „velký přínos k mezinárodní kulturní a humanitární spolupráci“ Řád přátelství.

## Osobní život
Má celkem sedm dětí. Se svojí první ženou Mijako Fujitani má syna Kentara Seagala a dceru Ayako Fujitani. Po návratu z Japonska si vzal herečku Adrienne La Russa, se kterou žádné děti neměli a jejich manželství bylo anulováno. Jeho další ženou se stala herečka Kelly LeBrock, s níž má dvě dcery Annalizu a Arissu a syna Dominica. Během tohoto manželství udržoval poměr s chůvou svých dětí Arissou Wolf, která mu porodila dceru Savannah. Od roku 2009 je jeho manželkou mongolská tanečnice Erdenetuya (Elle) Batsukh, se kterou má syna Kuzanga. Současně byl také poručníkem jediné dcery desátého tibetského pančhenlamy Čhökji Gjalcchän jménem Yabshi Pan Rinzinwangmo alias "Renji", která ve Spojených státech 10 let studovala, mimo jiné i na American University. Steven Seagal má tři sestry, jednu starší a dvě mladší a je dědečkem dvou vnoučat od svého syna Kentara Seagala, která se narodila v roce 2006 a 2007. 
V srpnu 2014 koncertoval se svou kapelou na Krymu a veřejně prezentoval svou podporu ruským separatistům i přátelství s prezidentem Ruska Vladimírem Putinem.
Dne 30. května 2021 prokremelská opoziční strana Spravedlivé Rusko oznámila, že Seagal obdržel oficiální členskou kartu strany.

## Filmová dráha
Dostal se tak k roli tvrdého chicagského policisty ex-agenta CIA Nica ve filmu Nico, víc než zákon (Nico) (1988). Jeho filmovou ženou se stala tehdy ještě neznámá Sharon Stoneová. Film si získal poměrně slušný ohlas a komerční úspěch, což mu pomohlo k dalším rolím. Druhou rolí je agent Mason Storm v akčním filmu Těžko ho zabít (Hard to Kill) (1990), v němž odhalí spojení vysoce postavených politiků s mafií. Jeho filmová partnerka Kelly LeBrock se mu stala partnerkou i v životě. Jejich vztah vydržel jen několik let a v roce 1996 se rozvedli.

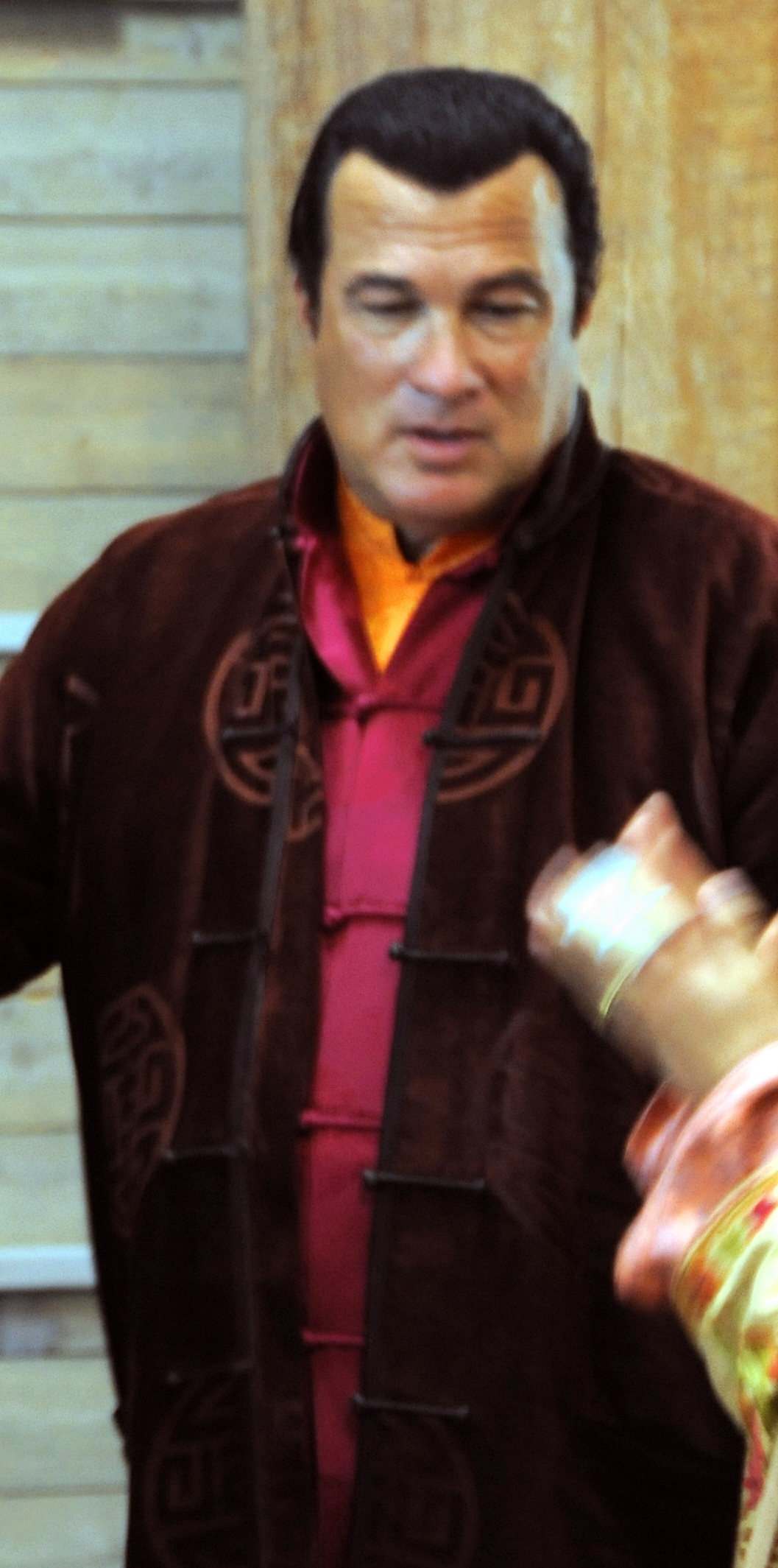
Steven Seagal, 2008

Mimo hraní se podílí na financování většiny svých filmů vlastní produkční společností Steamroller Productions. Po dalším úspěšnějším klasickém akčním filmu s neohroženým policistou Muž s cejchem smrti (Marked for Death) (1990), došlo k mírnému pohoršení ve filmu Nemilosrdná spravedlnost (Out for Justice) (1991). Svoji reputaci však napravil v úspěšném akčním filmu Přepadení v Pacifiku (Under Siege) (1992), který vydělal přes 150 milionů amerických dolarů. Zde si zahrál kuchaře Rybacka bojujícího proti teroristům na bitevní lodi USS Missouri.
O dva roky později zaznamenal svůj režijní debut s filmem Aljaška v plamenech (On Deadly Ground), kde si zahrál bývalého důstojníka CIA, bojujícího proti bezohledné ropné společnosti, která ničí krajinu na Aljašce. Film s ekologickou tematikou se však stal finančním propadákem. Opět si napravil reputaci v druhém pokračování Přepadení 2: Temné území (Under Siege 2: Dark Territory) (1995), v němž vystřídal válečnou loď za vlak, který unesl psychicky narušený génius snažící se zmocnit satelitního systému řízení zbraní.
Ve filmu Boeing 747 v ohrožení (Executive Decision) (1996) si zahrál jen vedlejší roli po boku Kurta Russella, který se snaží zachránit unesený dopravní letoun. Do role neústupného policisty se opět vrátil po boku Keenena Ivoryho Wayanse ve filmu Glimmer Man (1996). Tento tah se mu velmi vyplatil, neboť film patří k jedněm z nejzdařilejších v jeho kariéře.
Následující dva filmy Tajný agent Jack T. (Fire Down Below) (1997) a Patriot (1998), kde tolik nepoužívá své rychlé ruce se staly propadáky. Zdálo se, že vrchol své kariéry má definitivně za sebou. On se však vždy ze svých chyb poučil a v roce 2001 přišel s dalším trhákem nazvaným Lovec policajtů (Exit Wounds) v roli policisty Orina Boyda, který pátrá jak se mohlo ztratil padesát kilogramů zabaveného heroinu. Tentýž rok se ještě objevil v roli Franka Glassa, experta na výbušniny, ve filmu Profesionál (Ticker). V roce 2002 natočil jeden z posledních snímků Na pokraji smrti (Half Past Dead), kde se spolu s bandou hrdlořezů snaží ubránit Nový Alcatraz před teroristy, kteří ho chtějí dobýt.

## Filmografie
- Nico – víc než zákon (1988)
- Těžko ho zabít (1990)
- Muž s cejchem smrti (1990)
- Nemilosrdná spravedlnost (1991)
- Přepadení v Pacifiku (1992)
- Aljaška v plamenech (1994) – Seagalův režijní debut
- Přepadení 2: Temné území (1995)
- Boeing 747 v ohrožení (1996)
- Glimmer Man (1996)
- Tajný agent Jack T. (1997)
- Můj obr (1998) – cameo
- Patriot (1998)
- Lovec policajtů (2001)
- Profesionál (2001)
- Na pokraji smrti (2002)
- Bestie (2003)
- Cizinec (2003)
- Zabiják (2003)
- Clementine (2004)
- Poslední mise (2004)
- Dnes zemřeš! (2005)
- Vnitřní nepřítel (2005)
- Země krvavého slunce (2005)
- Černý úsvit (2005)
- Stíny minulosti (2006)
- Síla úderu (2006)
- Žoldáci spravedlnosti (2006)
- Létající zabiják (2007)
- Zákon ulice (2007)
- Smrtící zbraň (2008)
- Zprávy TV Onion (2008)
- Kód smrti (2008)
- Hlídač (2009)
- Mstitel (2009)
- Poslední noc (2009)
- Ruslan (2009)
- Cesta smrti (2010)
- Machete (2010)
- Naprostá sebedůvěra (2012)
- Na špatné straně hlavně (2016)